# Васильев, Сергей Павлович (фигурист)
Сергей Павлович Васильев (19 июня 1910, Омск, Российская империя — 20 июня 1970, СССР) — советский фигурист, четырёхкратный чемпион СССР (1945, 1948—1950 годов) в одиночном катании. Выступал также в парном катании с Еленой Владимировной Терновской. Заслуженный мастер спорта СССР. Судья всесоюзной категории (1957). Судья международной категории. Представлял общество «Динамо».

## Биография
Родился 19 июня 1910 года в Омске.
Участник Великой Отечественной войны, старший лейтенант административной службы. Награждён орденом Красной Звезды, медалями «За боевые заслуги», «За оборону Кавказа», «За победу над Германией в Великой Отечественной Войне 1941—1945 гг.».
Муж заслуженного тренера РСФСР по фигурному катанию Елены Владимировны Васильевой.
После окончания спортивной карьеры стал Государственным тренером по фигурному катанию на коньках Комитета по делам физкультуры и спорта СССР.
Работал рефери на чемпионатах Европы, мира и олимпийских играх, а также ответственным секретарем Федерации фигурного катания на коньках СССР.
Скончался 20 июня 1970 года. Похоронен на Введенском кладбище.

## Результаты
| Соревнования/Сезоны | 1937 | 1938 | 1939 | 1941 | 1945 | 1946 | 1947 | 1948 | 1949 | 1950 | 1951 | 1952 |
| ------------------- | ---- | ---- | ---- | ---- | ---- | ---- | ---- | ---- | ---- | ---- | ---- | ---- |
| Чемпионаты СССР     | 3    | 3    | 2    | 2    | 1    | 2    | 2    | 1    | 1    | 1    | 2    | 2    |